# Ист Вилистон (Флорида)
Ист Вилистон (енгл. East Williston) насељено је место без административног статуса у америчкој савезној држави Флорида.

## Демографија
По попису из 2010. године број становника је 694, што је 272 (-28,2%) становника мање него 2000. године.
| Група             | 2000.       | 2010.       |
| Белци             | 114 (11,8%) | 102 (14,7%) |
| Афроамериканци    | 809 (83,7%) | 558 (80,4%) |
| Азијати           | 0 (0,0%)    | 0 (0,0%)    |
| Хиспаноамериканци | 23 (2,4%)   | 32 (4,6%)   |
| Укупно            | 966         | 694         |